# ترمبکی
ترمبکی (به لاتین: Trębki) یک روستا در لهستان است که در Gmina Szczawin Kościelny واقع شده‌است.